# WayV
WayV (chinesisch 威神V, Pinyin WēiShén V) ist eine chinesische Boygroup, die von SM Entertainment gegründet wurde. Sie ist die vierte und bislang erste nicht-koreanischsprachige Untergruppe der südkoreanischen Boygroup NCT. Die Gruppe besteht aus sechs Mitgliedern: Kun, Ten, Winwin, Xiaojun, Hendery und Yangyang.
SM kündigte über NCTs Twitteraccount unter dem Projektnamen NCT China am 13. August 2018 erstmals eine chinesische Boygroup an. Am 31. Dezember 2018 wurde bekannt gegeben, dass die sieben Mitglieder im Januar 2019 unter dem von SM Entertainment exklusiv in China betriebenen Label V als WayV debütieren würden. Am 17. Januar 2019 gab die Gruppe mit ihrem Single-Album The Vision ihr Debüt. Sie gewann daraufhin den Best New Asian Artist (China)-Award bei den Mnet Asian Music Awards 2019.

## Geschichte

### 2016–2018: Formierung
Alle sieben Mitglieder von WayV gehörten ursprünglich zu den SM Rookies, einem Trainingsteam von SM Entertainment. Im Januar 2016 kündigte der Gründer und Produzent von SM, Lee Soo-man, mit NCT Pläne für eine neue Boygroup mit mehreren verschiedenen Einheiten an, die auf diverse Städte auf der ganzen Welt verteilt werden sollten.
Ten debütierte mit der ersten Untergruppe, NCT U, am 9. April 2016. Kun war Teil der chinesischen Version des NCT U Songs "Without You", der am 10. April 2016 veröffentlicht wurde, was allerdings nicht als sein offizielles Debüt mit der Gruppe gewertet wurde. Winwin hatte sein Debüt mit NCT 127, der zweiten Untergruppe, am 7. Juli 2016. Kun und Lucas wurden am 31. Januar 2018 als neue Mitglieder von NCT angekündigt. Lucas und Winwin hatten ihr Debüt mit NCT U am 22. Februar 2018. SM kündigte über NCTs Twitteraccount unter dem Projektnamen NCT China am 13. August 2018 erstmals eine chinesische Boygroup an.
Am 31. Dezember 2018 kündigte SM Entertainment WayV ("威神V") über den offiziellen Weibo-Account der Gruppe an. Die Gruppe besteht aus sieben Mitgliedern - den vier bereits bestehenden NCT Mitgliedern: Kun, Winwin, Ten und Lucas - und den drei neuen Mitgliedern, die zuvor Teil der SM Rookies waren: Hendery, Xiaojun und Yangyang. Die Gruppe gehört zu dem von SM Entertainment exklusiv in China betriebenen Label Label V. Sie ist eine Untergruppe von NCT, obwohl sie nicht als NCT-Gruppe beworben wird. Einige Journalisten vermuteten, dass die Distanzierung von WayV zu NCT auf angespannte Beziehungen zwischen China und Südkorea zurückzuführen sei. Trotzdem bestätigte der CEO der SM Entertainment A&R Chris Lee WayV als die in China ansässige Einheit von NCT.

### 2019: Debüt mitThe Vision,Take OffundTake Over The Moon
Am 17. Januar veröffentlichten WayV ihre erste digitale EP, The Vision, die eine chinesische Version von NCT 127s Lied "Regular" als Lead-Single enthielt.
Am 1. Mai kündigten WayV ihre erste EP, Take Off, an. Sie wurde am 9. Mai veröffentlicht.
Im August und September 2019 veröffentlichten WayV ihre erste Reality Show, Dream Plan, die aus 12 Episoden bestand und auf Youku und YouTube hochgeladen wurde.
Am 29. Oktober veröffentlichte die Gruppe ihre zweite EP, Take Over The Moon, mit dem Titeltrack "Moonwalk". Die Songs "King of Hearts" und "We go nanana" wurden teilweise von Hendery und Yangyang geschrieben. WayV ist die erste chinesische Gruppe, die es - mit Take Over The Moon zum zweiten Mal - mit einem veröffentlichten Album auf den ersten Platz der iTunes Worldwide Album-Charts schaffte. Sie hatten mit dem Album ihr erstes Comeback während der MBC Musics Show Champion am 30. Oktober, wo sie mit "Moonwalk" auftraten. Es war der erste Auftritt der Gruppe in Korea. Am 5. November veröffentlichte WayV eine englischsprachige Version von "Love Talk" als zweite Single der EP.
Die Gruppe ging dann auf eine Werbetournee in China, Südkorea und Thailand.

### 2020:Awaken the World
WayV war die zweite Gruppe von SM Entertainment, die 2020 ein Live-Onlinekonzert gaben. Es wurde von SM Entertainment in Zusammenarbeit mit Naver organisiert und war Teil der ersten Online-Live-Konzertreihe Beyond LIVE. Das Live-Konzert mit dem Namen "WayV - Beyond the Vision", das zudem WayVs erstes Konzert überhaupt war, fand am 3. Mai statt. WayV präsentierten Lieder ihrer bisherigen Alben sowie auch neue Songs wie die Single Turn Back Time, die am 9. Juni mit ihrem ersten Studioalbum Awaken the World veröffentlicht wurde.

### 2023
2023 verließ Lucas die Band, um an einer Solokarriere zu arbeiten.

## Kooperationen
WayV hatte Kooperationen mit mehreren Marken, darunter Skechers, Carslan, Cigalong Beauty, und Maeil Barista Rules. Die Gruppe war auch auf der Titelseite von Zeitschriften wie Nylon China, Harper’s Bazaar China, InStyle und Men’s Uno zu sehen.

## Mitglieder
- Hendery (黄冠亨)[34]
- Kun (钱锟)[35]
- Lucas (黄旭熙)[36]
- Ten (เตนล์ ชิตพล ลี้ชัยพรกุล/李永钦)[37]
- Winwin (董思成)[38]
- Xiaojun (肖德俊)[39]
- Yangyang (刘扬扬)[40]

## Diskografie

### Studioalben
- Awaken the World (2020)
- On My Youth (2023)

## Filmografie

### Reality-Shows
| Jahr | Titel       | Chinesischer Titel | Netzwerk       | Anmerkungen                                            | Ref.          |
| ---- | ----------- | ------------------ | -------------- | ------------------------------------------------------ | ------------- |
| 2019 | Dream Plan  | (少年威计划)       | Youku, YouTube | 12 Episoden                                            | [ 41 ] [ 42 ] |
| 2020 | WayVision   |                    | Seezn, TrueID  | Produziert in Südkorea, 12 Episoden                    | [ 43 ]        |
| 2021 | WayVision 2 |                    | Seezn          | Produziert in Südkorea, Wintersport Thema, 12 Episoden | [ 44 ]        |

## Auszeichnungen
| Jahr | Auszeichnung                 | Kategorie                     | Nominiertes Werk | Resultat | Ref.   |
| ---- | ---------------------------- | ----------------------------- | ---------------- | -------- | ------ |
| 2019 | Mnet Asian Music Awards 2019 | Best New Asian Artist (China) | —                | Gewonnen | [ 45 ] |
| 2020 | Mnet Asian Music Awards 2020 | Favorite Asian Artist         | —                | Gewonnen | [ 46 ] |